# Шнеерсон, Шмуэль
Шмуэль Шнеерсон (ивр. שמואל שניאורסון‎; Маараш; 17 [29] марта 1834 — 14 [26] сентября 1882) — 4-й любавичский ребе. 

## Биография
Седьмой сын Цемах-Цедека. Его старшие братья организовали очаги хасидизма в местечках Копысь, Бобруйск, Нежин. Автор работ по философии хасидизма, в том числе «Ликутей Тора» («Из Торы», 1884), «Ликутей Торат Шмуэль» («Из учения Шмуэля», 1945).